# Primera División (Argentinien) 1958
Die Primera División 1958 war die 28. Spielzeit der argentinischen Fußball-Liga Primera División. Begonnen hatte die Saison am 23. März 1958. Der letzte Spieltag war der 26. Dezember 1958. Als Aufsteiger kam Central Córdoba de Rosario aus der Primera B Nacional dazu. Der Racing Club beendete die Saison als Meister und wurde damit Nachfolger von River Plate. In die Primera B Nacional musste CA Tigre absteigen.

## Abschlusstabelle
| Pl. | Verein                      | Sp. | S  | U  | N  | Tore    | Diff. | Punkte |
| --- | --------------------------- | --- | -- | -- | -- | ------- | ----- | ------ |
| 1.  | Racing Club                 | 30  | 16 | 9  | 5  | 069:380 | +31   | 41     |
| 2.  | Boca Juniors                | 30  | 14 | 10 | 6  | 070:480 | +22   | 38     |
| 3.  | CA San Lorenzo de Almagro   | 30  | 16 | 6  | 8  | 066:470 | +19   | 38     |
| 4.  | Club Atlético Atlanta       | 30  | 14 | 8  | 8  | 047:330 | +14   | 36     |
| 5.  | River Plate* (M)            | 30  | 14 | 9  | 7  | 062:450 | +17   | 35     |
| 6.  | CA Rosario Central          | 30  | 13 | 9  | 8  | 050:430 | +7    | 35     |
| 7.  | CA Vélez Sársfield          | 30  | 13 | 8  | 9  | 050:470 | +3    | 34     |
| 8.  | CA Independiente            | 30  | 11 | 11 | 8  | 058:470 | +11   | 33     |
| 9.  | Estudiantes de La Plata     | 30  | 13 | 5  | 12 | 060:560 | +4    | 31     |
| 10. | Central Córdoba (N)         | 30  | 12 | 3  | 15 | 057:650 | −8    | 27     |
| 11. | CA Huracán                  | 30  | 12 | 3  | 15 | 046:510 | −5    | 27     |
| 12. | Argentinos Juniors          | 30  | 8  | 9  | 13 | 058:680 | −10   | 25     |
| 13. | CA Lanús                    | 30  | 8  | 9  | 13 | 058:700 | −12   | 25     |
| 14. | Gimnasia y Esgrima La Plata | 30  | 7  | 10 | 13 | 055:680 | −13   | 24     |
| 15. | CA Newell’s Old Boys        | 30  | 4  | 9  | 17 | 029:560 | −27   | 17     |
| 16. | CA Tigre                    | 30  | 4  | 4  | 22 | 029:820 | −53   | 12     |

| (M) | Vorjahres-Meister                                    |
| (N) | Vorjahres-Aufsteiger aus der Primera B Nacional 1957 |
| *   | River Plate bekam zwei Punkte abgezogen              |

## Meistermannschaft
| Racing Club | |
|             | Norberto Anido, Arnaldo Balay, Raúl Belén, Roberto Manuel Blanco, Héctor Marcelo Bono, Vladislao Cap, Omar Corbatta, Néstor De Vicente, Pedro Dellacha, Julio Gianella, Nicolás Gómez, Kelemen, Pedro Manfredini, Juan Murúa, Osvaldo Negri, Roberto Perfumo, Juan José Pizzuti, Urbano Reynoso, Evaristo Sande, Natalio Sivo, Rubén Héctor Sosa Trainer: José Della Torre |

## Torschützenliste
| Pl. | Nat.        | Spieler           | Verein                  | Tore |
| --- | ----------- | ----------------- | ----------------------- | ---- |
| 1   | Argentinien | José Sanfilippo   | CA San Lorenzo          | 28   |
| 2   | Argentinien | Alfredo Rojas     | CA Lanús                | 22   |
| 3   | Argentinien | Pedro Callá       | Argentinos Juniors      | 20   |
| 4   | Argentinien | Héctor Antonio    | Estudiantes de La Plata | 19   |
| 4   | Argentinien | Pedro Manfredini  | Racing Club             | 19   |
| 6   | Argentinien | Juan Pizzuti      | Racing Club             | 18   |
| 6   | Argentinien | Osvaldo Nardiello | Boca Juniors            | 18   |